# Robert Wilder
Robert Ingersoll Wilder (Richmond, 25 gennaio 1901 – San Diego, 27 agosto 1974) è stato un romanziere, drammaturgo e sceneggiatore statunitense.

## Biografia
L'autore si laureò presso la Columbia University. Successivamente lavorò come giornalista per il New York Sun. Le sue commedie, alcune delle quali scritte con la collaborazione della moglie Sally, furono rappresentate anche a Broadway.
Il suo romanzo più importante è Wind from the Carolinas, del 1964.

## Opere

### Romanzi
- 1942 - Viale Flamingo (Flamingo Road)
- 1946 - Come le foglie al vento (Written on the Wind)
- 1951 - Uno sconosciuto nella mia vita (And Ride a Tiger)
- 1955 - Il prezzo del potere (The Wine of Youth)
- 1965 - La via della droga (Fruit of the Poppy)

### Sceneggiature
- 1958 - Il grande paese (The Big Country) di William Wyler che ricevette due nomination al Premio Oscar

## Adattamenti cinematografici e tv
- Viale Flamingo (Flamingo Road), regia di Michael Curtiz (1949)
- Come le foglie al vento (Written on the Wind), regia di Douglas Sirk (1956)
- Uno sconosciuto nella mia vita (A Stranger in My Arms), regia di Helmut Käutner (1959)
- Flamingo Road - serie TV (1980-1982)